# Biharkeresztes
Biharkeresztes is een plaats (város) en gemeente in het Hongaarse comitaat Hajdú-Bihar. Biharkeresztes telt 4172 inwoners (2005).